# Madonna como un icono cultural

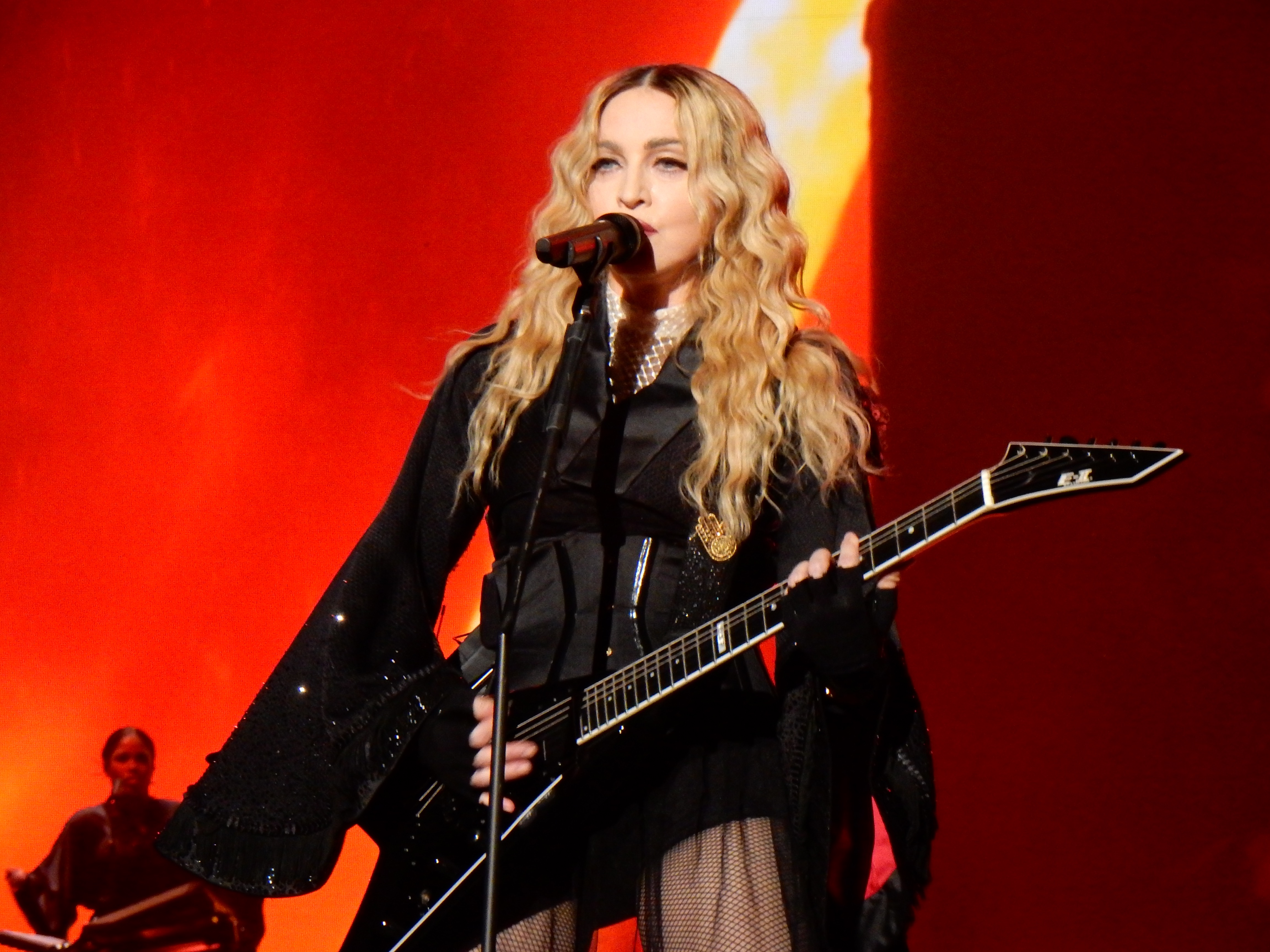
Madonna durante el 2015.

Madonna es una artista estadounidense que salió en escena durante la década de 1980. Es considerada ampliamente como un ícono cultural y comercial a escala planetaria, que ha sido capaz por su apropiación cultural de llevar a las masas costumbres de los Estados Unidos así como de otras naciones, subculturas y regiones para su consumo mundial. Esta simbiosis la ha convertido en una heroína nacional en países como Israel o Indonesia entre una multisegmentada audiencia. Oscar Sarquiz, crítico musical mexicano, dijo que la artista tiene un carácter universalizable por lo que «son muy pocos los países donde no tiene éxito». Junto a productos de consumo mundial como la Coca-Cola, pizza o calzado deportivos, Madonna forma parte de los signos de la civilización moderna y particularmente visible para los ojos de los viajeros internacionales.
A través de Madonna, historiadores, politólogos y académicos han hecho análisis de las relaciones internacionales, la americanización y el poder blando, así como una plétora transdisciplinaria con la McDonaldización, occidentalización o la Cocacolonización, quienes por lo general coinciden en que la cantante representa un elemento de unificación y de hegemonización de una «cultura global».
También ha recibido una atención negativa por parte de autores y grupos fundamentalistas. Especialmente entre el Oriente Medio donde los terroristas la han denominado como una representante de la sociedad estadounidense que está destruyendo a la humanidad a través de los valores culturales y sociales. El polítologo Paul Eidelberg la incluyó como un ejemplo de la imagen superficial y parcial que se tiene de los Estados Unidos en el mundo.

## Contexto

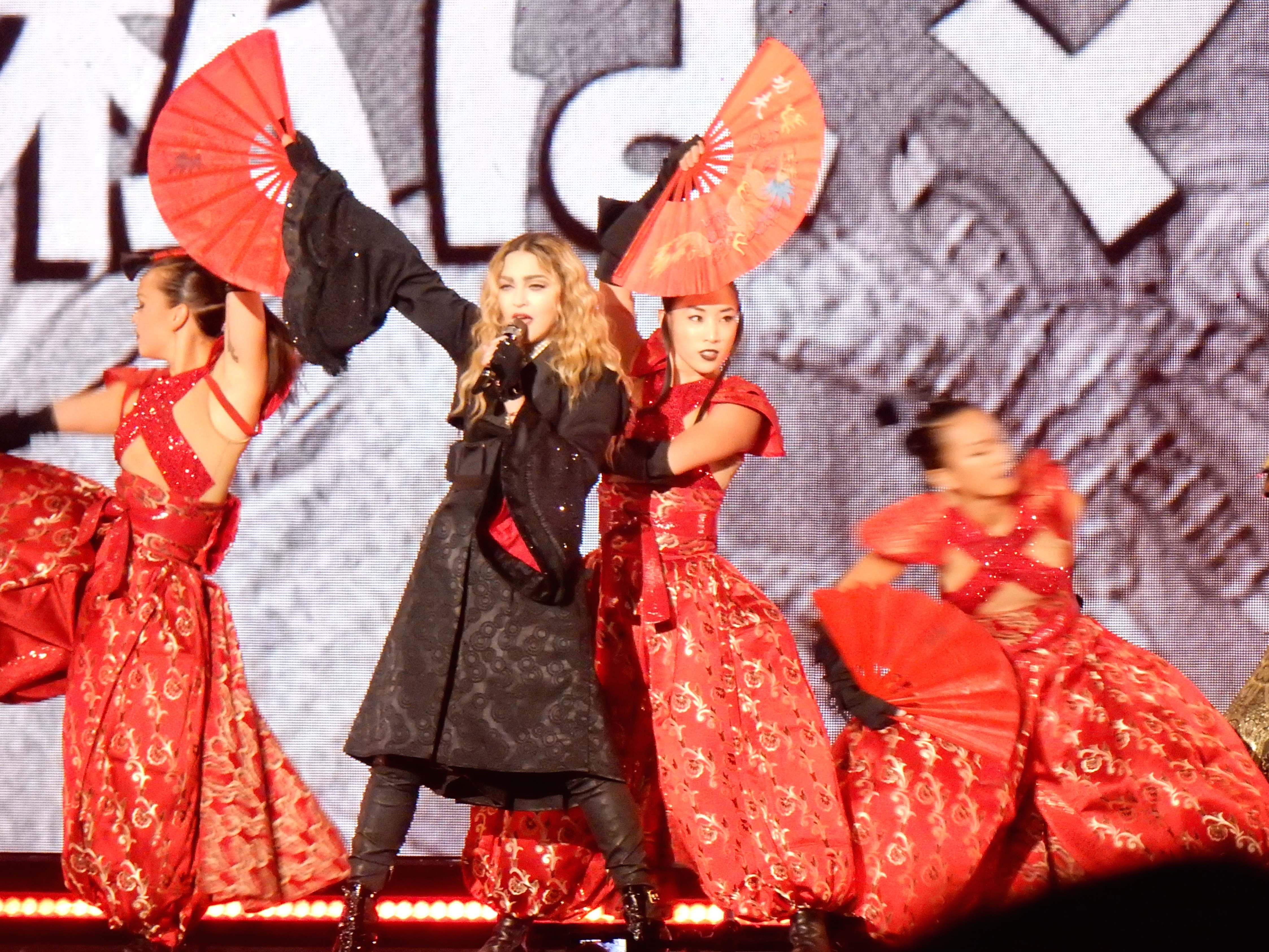
Madonna con indumentaria asiática en la realización del Rebel Heart Tour en 2016.

Camille Paglia expresa que todo empezó en 1984, cuando Madonna utilizó como vía a MTV y el estilo callejero de los Estados Unidos que había tomado de las comunidades negras, hispanas y de sus raíces italianas. Además, la adopción de estilos subalternos étnicos y queer por parte de Madonna ha sido elogiado y visto como ejemplo de su capacidad para reinventarse. La escultora sudafricana Deborah Bell explica que la artista se ha apropiado de símbolos de la cultura hindú, las asiáticas y la latina. A medida que su interés en las cosas asiáticas crecía, incorporó elementos del sufismo y budismo. En general, Madonna se ha apropiado de elementos de culturas extranjeras en su imagen, canciones y vídeos. Así, Bell la denominó como una «esponja cultural».
Ali Mohammadi, autor del libro International Communication and Globalization: A Critical Introduction (1997) escribió que las trampas culturales de la modernidad, como Madonna y el Internet, están allanando el camino para una economía y una cultura global. El profesor Gerald Sussman en su libro Communication, Technology, and Politics in the Information Age (1997) apuntó que «las diferencias culturales ciertamente permanecen entre las sociedades, pero las imágenes empaquetadas de Madonna y de una urbanización de influencia occidental en el tercer mundo crean comunidades de estilos de vida menos limitadas por las fronteras nacionales». La revista Scientia et praxis de la Universidad de Lima amplió este punto y dijo que «un mundo tan desigual como el nuestro sobrevive, se adapta, retrocede y avanza. Una comunidad africana puede yuxtaponer algunos rasgos de la época premoderna, moderna y posmoderna en un mismo espacio, incluyendo en él, el arado, el automóvil, Coca-Cola, canciones de Madonna y figuras semidesnudas».

## Análisis y estudios académicos
Marie Darrieussecq junto al profesor Belén González de la misma universidad concluyeron que «la insistencia de Madonna por desplegar un cuerpo transnacional ubica su corporalidad, hasta entonces en movimiento, en fuga permanente, en el no lugar, en los entresijos y redes de la era global... tolera y propulsa su flujo constante, el alejamiento definitivo del lastre de los binarismos que separan lo civilizado de lo salvaje, lo nacional de lo extranjero, lo anglo de lo latino, etc».
Madonna ha sido testigo de la apropiación de su cuerpo por parte de la industria neoliberal y, simultáneamente, ha sabido manejar los engranajes de esta maquinaria para ponerla a su servicio. Esta simbiosis la ha catapultado al paisaje cultural planetario. La investigadora Frances Negrón-Muntaner dio su punto de vista al comentar que «las legendarias reinvenciones de la cultura popular de Madonna no son sólo maneras de reengendrar su poder, sino ejemplos clásicos del cuerpo transculturado, que en su promoción y entusiasmo por la vida nunca se termina, nunca se completa; está continuamente construyendo, creando... el cuerpo traga el mundo y es tragado por el mundo».

## Apropiación de la cultura latina por Madonna

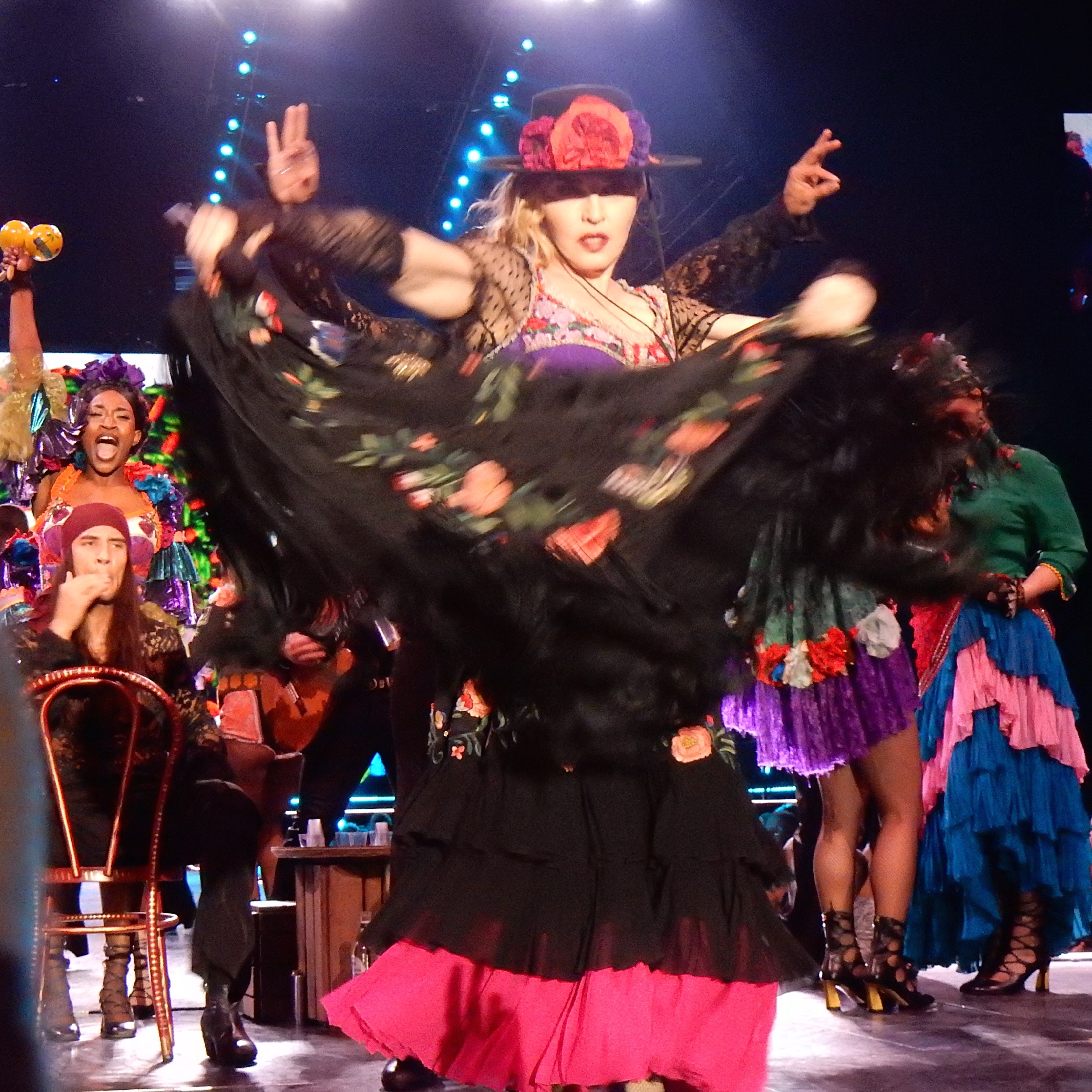
A lo largo de su carrera Madonna ha sentido una fascinación por la cultura latina. En la imagen, la artista durante el segmento Latin/Gypsy del Rebel Heart Tour.

Los autores de la Enciclopedia Gay estudiaron la posibilidad de la temprana fe católica en Madonna, como un factor influencia para que la artista llegara a sostener una relación con la cultura latina, así como su fantasía de lo que esa cultura es o puede ser. Explicaron que cada vez que es católica, es latina. A esto se suma la relación de la artista con personas hispanas, como el entrenador Carlos León quien se convirtió en padre de su primera hija, Lourdes León. También mantuvo una relación con el modelo brasileño Jesús Luz. En sus giras y actuaciones en directo incluye por lo general guiños a la cultura con homenaje al baile y atuendos de naciones como México o España.
La investigadora Frances Negrón-Muntaner explica que la «fiebre latina» de la artista está presente incluso en nombres que ha puesto a sus mascotas. La cantante señaló en una ocasión que «los hombres latinos fueron puestos en la tierra para encantar a las mujeres». El portal Hispavista dijo que el álbum True Blue representó «su primer acercamiento a sus raíces latinas». Los ejemplos más claros se encuentran en canciones como «La isla bonita» donde los escritores de la Enciclopedia Gay sugieren que podría ser una declaración de amor a Puerto Rico o, al Puerto Rico intenso que contiene la ciudad de Nueva York. El siguiente disco de la artista, Like a Prayer contiene cierta sensualidad latina para los autores de la enciclopedia. Para la portada del álbum American Life se inspiró en el Che Guevara. Los autores del libro Madonna's Drowned Worlds: New Approaches to Her Subcultural Transformations (2004) notaron que es uno de los muchos ejemplos de la cantante al incorporar la identidad hispana y subcultura latina en su obra. El videoclip de «Deeper and Deeper» del álbum Erotica y «Take a Bow» del disco Bedtime Stories así como la versión en español de «You'll See» contienen referencias a la cultura española. También se encuentra el filme Evita donde interpretó el papel de la política argentina Eva Perón.
La revista académica New West Indian Guide incluye la apropiación cultural latina de Madonna con el baile voguing, que contiene aspectos de la estética puertorriqueña. Otras autores han encontrado referencias a la cultura latina en «Into the Groove», «I'm Going Bananas», «Lo que siente la mujer» del álbum Music, «Spanish Lesson» perteneciente al disco Hard Candy o «Who's That Girl».
En 2001, Madonna expandió la compañía discográfica Maverick Records con su división Maverick Música, para artistas hispanos. Durante la realización del Rebel Heart Tour en México, la artista agradeció a su audiencia y señaló sentirse deudora de la cultura latina. La presentación se lo dedicó a Frida Kahlo y dijo: «Este acto me gusta mucho porque tiene mucha influencia de Latinoamérica». Además señaló: «Esta es mi parte favorita del show, como pueden ver tengo una gran influencia de la cultura mexicana». Varios artistas latinos se han visto influenciadas por Madonna, como lo son Thalía, Shakira, Paulina Rubio o Ricky Martin.

### Italianidad de Madonna

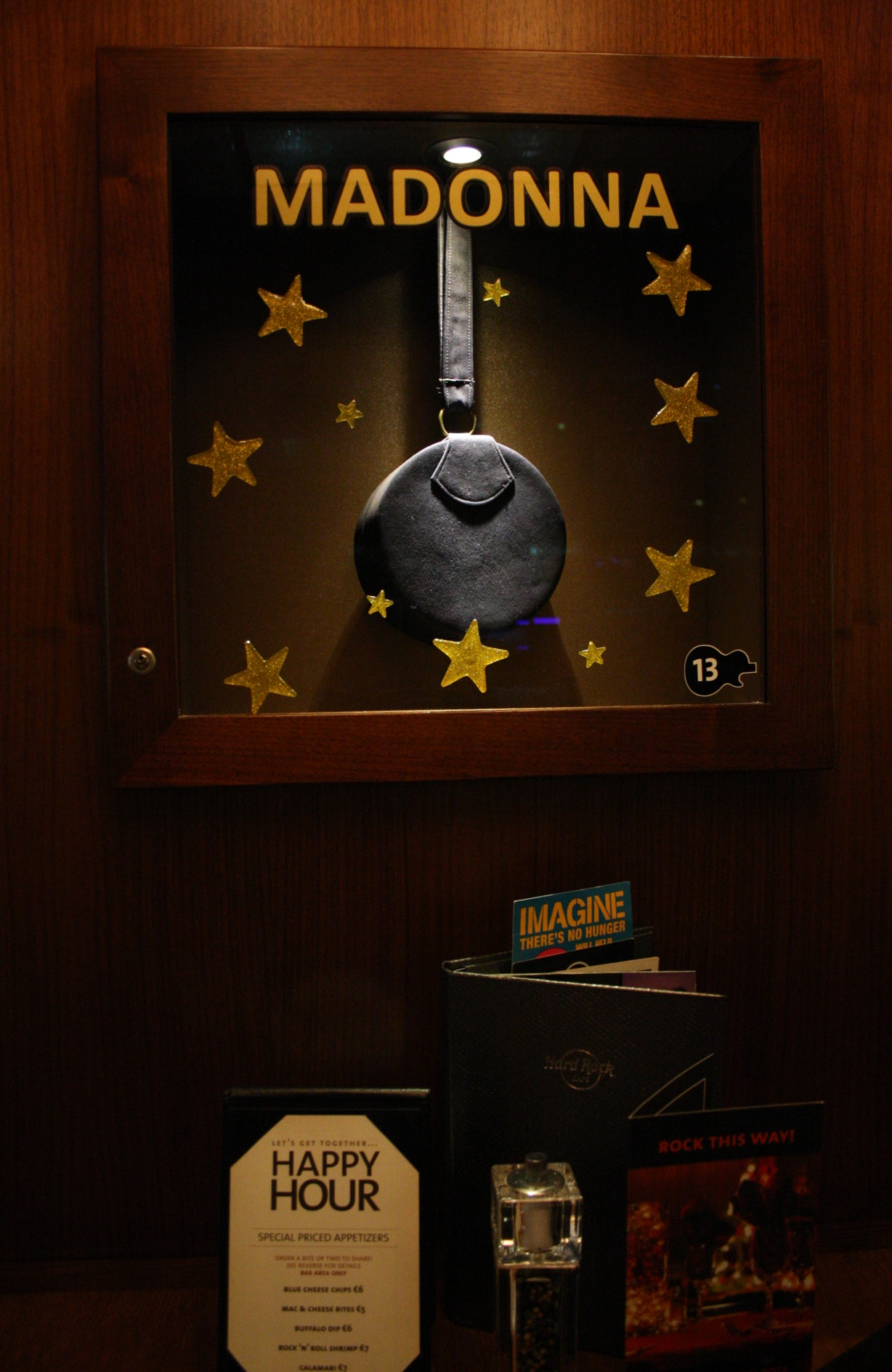
Vestimenta de Madonna exhibida en el Hard Rock Cafe en la ciudad italiana de Florencia.

Madonna tiene ascendencia latina al poseer raíces italianas. Es una de las italoaestadounidenses más famosas del planeta. El educador George Leonard puso de ejemplo a la cantante como una de las italoestadounidenses que han redefinido el arte, especialmente la música rock.
El historiador Pellegrino D'Acierno en su libro The Italian American Heritage (1999) explica que sobre Madonna se ha escrito mucho, pero sobre la italianidad de ella muy poco. El autor de referencia apuntó que la primera y más importante referencia de la cantante como italiana es su nombre, que deriva del término madonna. D'Acierno notó que la italianidad de la artista tiene fuerte presencia en sus películas y videos musicales. También dijo que el uso de imaginaria católica es un signo de su italianidad e identidad cultural. De manera similar, los autores del libro Madonna the Companion notaron que videos como «Like a Prayer» y «Open Your Heart» muestran la cultura italoestadounidense. Sin embargo, a diferencia de otros artistas, ella no hace ninguna referencia a la tradición italiana en canciones. La única manera es cuando interpreta el rol de prima donna —la de diva—.
Tras rodar el videoclip de la canción «Like a Virgin» en la ciudad de Venecia, la cantante declaró: «Soy Madonna e italiana». Durante su presentación en la ciudad de Turín que luego fue distribuida con el lanzamiento Ciao Italia: Live from Italy, Madonna declaró estar «orgullosa de ser italiana». En la realización del Blond Ambition World Tour, hizo referencias nuevamente pero esta ocasión declaró ante la prensa de Italia, que estaba orgullosa de tener raíces italianas y que se identificaba como italoestadounidense. En 2010, protagonizó una sesión de foto para la marca Dolce & Gabbana inspirada en la moda italiana. En el videoclip de «Papa Don't Preach» utiliza una camisa con el mensaje de «Italians do it better» (en español: «Los italianos lo hacen mejor»). El video de «Turn Up the Radio» fue filmado en la ciudad de Florencia. El disco The Immaculate Collection se lo dedicó al Papa. También declaró en una oportunidad, desear vivir en San Remo. En 2015 el Hard Rock Cafe de Madrid creó una hamburguesa llamada «Italian Burger» inspirada en las raíces italianas de la cantante.

## La americanización con Madonna

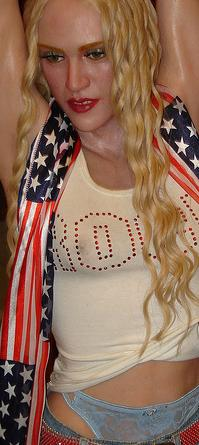
Una estatua de Madonna con indumentaria y referencia a la bandera de los Estados Unidos.

Fraser Cameron, asesor político en la Comisión Europea dijo que Madonna es en muchos aspectos, vista como una embajadora de los Estados Unidos. Gil Troy, historiador presidencial y comentador intelectual explica en el contexto de la Reaganomía, que es una época cuya sensibilidad cultural fue moldeada por Madonna y Michael Jackson, el hombre-niño en lugar de Madonna con el niño.
Los británicos estudiosos de las relaciones internacionales Michael Weiner y Glenn Hook explican que el núcleo de la americanización se halla en las imágenes y personalidades como lo es Madonna, donde existe una cultura política coherente basada en necesidades de productos mundiales. José Martín Brocos Fernández para la revista española Arbil apuntó que la cultura popular es una de las principales exportaciones de los Estados Unidos. Canciones como las de Madonna son himnos para grupos como los jóvenes de todo el mundo. El académico canadiense Matthew Fraser dijo que en la cultura popular estadounidense, se encuentra el poder blando y entre ellos los iconos pop desde Madonna, MTV, Mickey Mouse y McDonald's donde casi toda la población mundial tiene un fácil acceso, como consumidores, al universo simbólico en el que estos iconos ejercen su influencia.
El investigador y consultor chileno José Joaquín Brunner halló que en la cultura norteamericana existe una conectividad con los ritmos, los deseos y los miedos de la modernidad con ejemplos desde Madonna pasando por series de televisión o revistas de porno suave. El experto en los estudios de área, Alexander Stephan afirmó que «el fenómeno de Madonna» está inscrito con características fundamentales de la autoconceptualización americana. Los autores del libro Adjustment and Growth: The Challenges of Life (1995) explicaron que desde los protestantes coreanos, los hindúes o musulmanes tienden estar expuestos a influencias como la de Madonna, Beavis and Butt-Head o a las películas de clasificación R.

### Madonna entre elsoft power
El geopolitólogo Joseph Nye incluyó a Madonna entre los elementos del poder blando —del inglés soft power— concepto que creó y lo definió como: «La capacidad de lograr los resultados deseados en los asuntos internacionales». El académico canadiense Fraser mencionó en una reseña positiva sobre el soft power de los Estados Unidos que el entretenimiento americano —Hollywood, Disneyland, CNN, MTV y Madonna— trasmite valores que ha hecho grande a América, como la creencia en la democracia, libre empresa y las libertades individuales. Transmiten esos valores, por supuesto, no sólo en los Estados Unidos, sino en todas partes donde la cultura popular estadounidense llega. Eric Frattini, profesor universitario y analista político, comentó que desde Elvis a Madonna o Dylan «hacen muy atractivo su modo de vida en las latitudes más lejanas». Es lo que se ha dado en llamar soft power, capacidad de atraer por el gusto y el convencimiento y no por la fuerza dijo Frattini.
Los autores del libro Media, Organizations and Identity (2009) explican que en muchos sentidos, Mickey Mouse, Madonna y Brad Pitt son modelos para una América que no solo domina los corazones y mentes de las personas alrededor del mundo, sino que establece la agenda política y militar del planeta. El editor alemán Josef Joffe explica que el soft power se trata de una influencia cultural alta y baja. Es grunge y Google, Madonna y MoMA, Hollywood y Harvard.

## Madonna en otras culturas

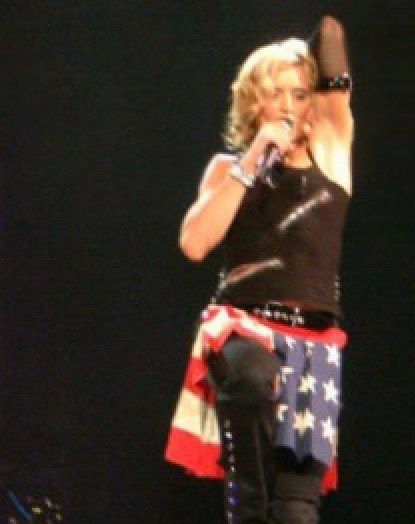
Madonna con un kilt y la bandera estadounidense impresa en ella. Es conocida por su constante apropiación cultural.

El sociólogo alemán Ulrich Beck explica que gracias a la occidentalización en regiones como China, el idioma inglés es de importancia para los centros educativos y personajes como Madonna son temas de opinión popular entre la población. Verena Menzel para la versión española del periódico China Today indica que la nación se expandió culturalmente entrada las décadas de 1980 y 1990 con músicos como Madonna o Michael Jackson. Mientras mencionó a la artista, el corresponsal para CNN, Ron Gluckman reportó el crecimiento de la americanización en China pero mencionó que no es únicamente ese país.
La periodista nepalí Krishna Sen mencionó a Polaroid, Elvis Presley o Madonna como ejemplos de figuras e iconos entre la población de Indonesia. Clarificó que la amenaza a la cultura local y tradicional proviene por motivos internos y no a culturas extranjeras. De hecho, Polaroid y Madonna se convierten en armas en la lucha local por sobrevivir contra las imágenes homogeneizadas de identidad nacional impuestas por el estado afirmó Sen. El académico canadiense Matthew Fraser dijo que gracias a la nueva cultura que India adoptó, celebridades como Madonna se han convertido muy conocidas entre la población. Millones de jóvenes hindúes han cantado los temas de la artista en «Hinglish» —una mezcla entre el hindi e inglés—.
Henry Gonshak del diario The Montana Standard notó la americanización que ha experimentado Polonia y mencionó varios elementos que han ayudado, entre ellos a Madonna. Esto sugiere que la globalización incrementará en el futuro acertó Gonshak. El escritor Isaac Goldemberg también puso de ejemplo a la cantante en la americanización que ha sufrido Israel desde los últimos 30 años. Sus visitas a España han sido hechos que han revolucionado al país. En un ensayo de la Universidad de las Américas de Puebla se explicó que la influencia de Norteamérica ha llegado a todos los estatus sociales en la cultura mexicana, desde el consumo de Coca-Cola hasta la música de Madonna. En cuanto a Australia, la influencia británica y americana se hizo notar en la música gracias a personajes como Madonna. En el libro O professor pde e os desafio da escola pública paranaense con la participación de la Universidad Estatal de Londrina y el gobierno del estado de Paraná, la artista fue incluida como un ejemplo de la americanización en la cultura de Brasil. Otro ejemplo ha sido Italia, donde podemos ver a la artista, a Disney o CNN. En Rusia y Sudáfrica se puede citar a Michael Jackson y Madonna. Como nota adicional, el Partido Comunista de la Unión Soviética había «legalizado» a Madonna en la Unión en el año de 1987. En Japón, una nota de finales de los años 1990, apuntó que superaba a artistas locales y asiáticos.
En líneas generales, Eric Ehrmann miembro del PEN en un artículo de The Huffington Post afirma que Madonna tiene una reputación como «la mujer más poderosa de la industria global del entretenimiento» y que países como Brasil o Francia la aman. Además, ella forma parte de los signos de la civilización moderna y particularmente visible para los ojos de los viajeros internacionales.

### Madonna en Puerto Rico
La investigadora puertorriqueña Frances Negrón-Muntaner en su libro Boricua Pop: Puerto Ricans and the Latinization of American Culture apuntó que el estatus de Madonna como la dominatrix transcultural americana del siglo pasado sería difícil de imaginar sin los boricuas. Ella se convirtió en la primera estrella del pop blanca en apropiarse de la cultura y produjo una coyuntura queer para las costumbres puertorriqueñas en la cultura popular, en especial, porque las otras costumbres transnacionales de los boricuas, como la salsa, los deportes y el hip hop a menudo eran ignorados.
La artista hizo deseable a un grado sin precendentes a los hombres boricuas a través de la cultura de masas. Negrón-Muntaner explica que los fanes puertorriqueños de la cantante han disfrutado la fragmentación de su cultura a través de uno de los más exitosos performers blancos. En líneas generales, la artista se convirtió en la figura que amasó mayor éxito al mercantilizar las prácticas culturales de la nación a escala global.

### Madonna en el Reino Unido
Irina Aleksander del diario The Observer notó que celebridades provenientes de los Estados Unidos como Madonna fueron aceptadas entre los británicos. El periodista estadounidense Michael Musto, dijo que los británicos estaban encantados de que Madonna viviera en Londres, donde se le consideraba como la nueva «Princesa Diana».

## Perspectiva contradictoria
La académica Cathy Schwichtenberg en el libro The Madonna Connection explica que hay autores que consideran a Madonna como una «súcubo latina». Según el sociólogo estadounidense George Ritzer en su teoría de la McDonaldización, el presidente de Israel, Ezer Weizman explicó en una ocasión: «Los israelíes están infectados con la americanización. Debemos tener cuidado con McDonald's [...] con Madonna». Sadam Hussein la vetó durante su mandato en Irak. El polítologo Paul Eidelberg indicó que la imagen de los Estados Unidos en el extranjero es superficial y parcial: Madonna, pizza, Coca-Cola, el sexo y la violencia.  [Todo] este aspecto de los Estados Unidos oscurece lo que es profundamente americano: libertadad ilimitada, oportunidad, tolerancia, religiosidad, amistad y generosidad.
El académico y servidor veterano de la Agencia Central de Inteligencia (CIA), Paul R. Pillar explicó sobre la imagen de los Estados Unidos que la mayor parte del planeta ve a través de los medios de comunicación masivos, no se trata de su mejor cara. Así, Pillar señaló que por ejemplo un grupo fundamentalista paquistaní denunciaron a Michael Jackson y Madonna como representantes de la sociedad estadounidense y que sus valores culturales y sociales están destruyendo a la humanidad.
Gideon Samet, crítico cultural del periódico Haaretz comentó que «Madonna junto a la Big Mac se encuentran en la cima de un proceso mucho más amplio que barre todo el mundo occidental: el uso de un lenguaje vehicular». Sin embargo, para Samet esto no se trata de la americanización, sino de nuevas formas de consumo cultural y de ocio. El investigador romaní Mihai Nadin quien puso de ejemplo a Madonna, el heavy metal o Coca-Cola entre los símbolismos de la americanización, dijo que se tratan de aspectos de la vida cotidiana y de fenómenos exóticos fáciles de contrarrestar y de hecho, sujetos a la contraacción.
En hechos y ejemplos más aislados podemos encontrar: el Congreso Mundial sobre la Comunicación para el Desarrollo llevado a cabo en 2006 por el Banco Mundial junto a la ONU, cuando se tocó el tema de la libertad de prensa en la India donde fue criticado el punto a la cobertura que reciben las celebridades como Madonna, en vez temas importantes como la escasez de agua. El activista belga Luc Michel condenó la participación de la artista en la cinta de James Bond, Die Another Day como un acto más de la americanización en el mundo, que calificó como un «sida cultural». El también político pidió un boicot contra la cantante y la cinta. En otro punto, el sociolingüística estadounidense Joshua Fishman habló sobre la limitaciones y contradicciones de la americanización y el idioma inglés, donde recuerda que no «solo porque un gran grupo de jóvenes alrededor del mundo tienen la habilidad de cantar una canción de Madonna, significa que ellos pueden sostener una conversación rudimentaria en inglés o incluso saber lo que la artista está diciendo». Danny Ayalon enfrentaría una disputa con la esposa del Ministro israelí de asuntos exteriores por no facilitarle una entrevista con Madonna.
Por otro lado, Frances Negrón-Muntaner notó la cobertura de los medios estadounidense sobre el gusto étnico y la vida sexual latina de Madonna ha sido significativamente diferente con la cobertura de la prensa hispana.

## Legado

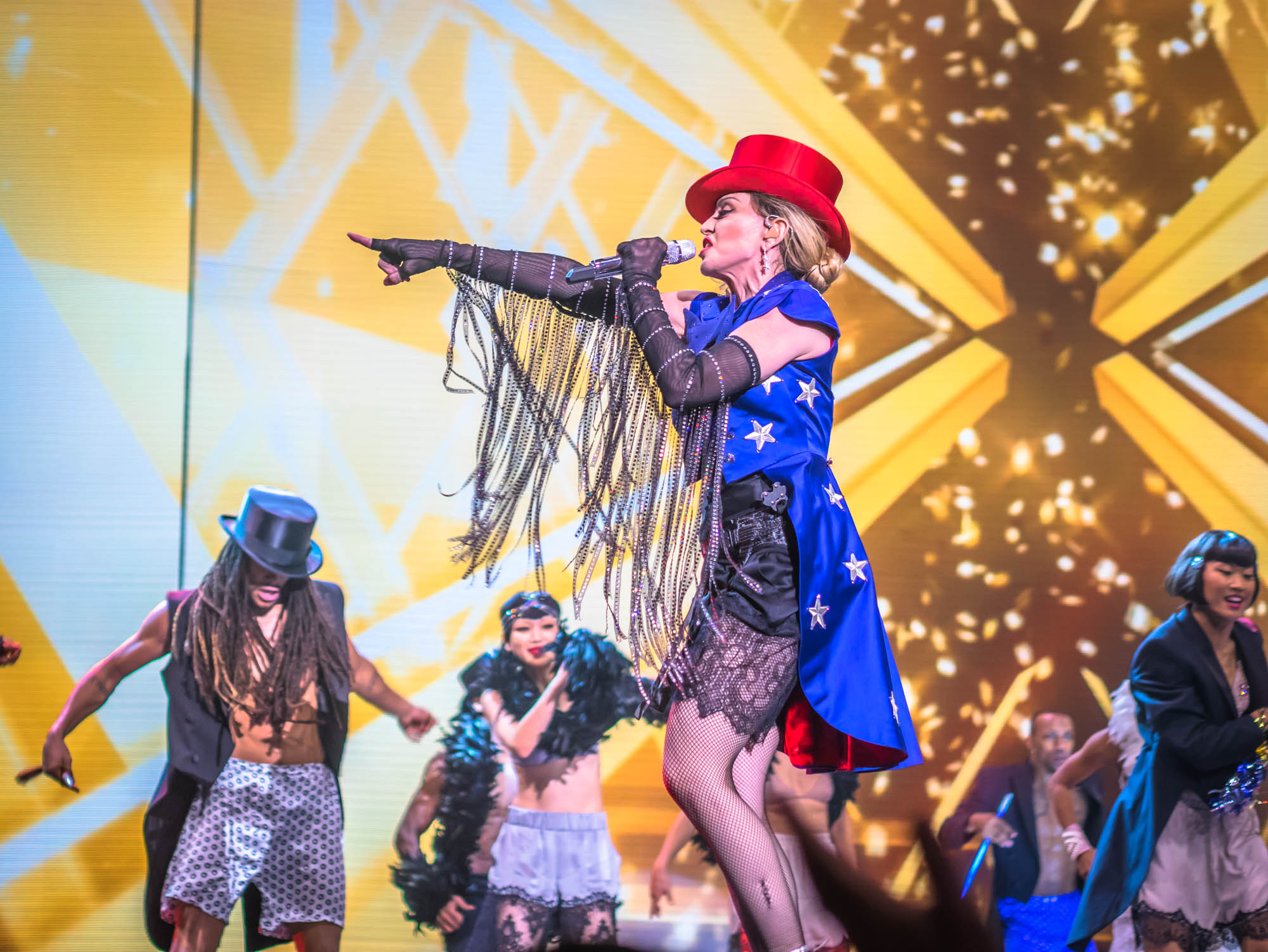
Madonna interpretando «Holiday». Canción que expresa el sentimiento universal de que todo el mundo necesita un descanso.

Varios autores coinciden en que Madonna representa una imagen e identidad con importantes significados polivalentes. El crítico musical Oscar Sarquiz, señaló que es una artista de su tiempo y de carácter universalizable por lo que «son muy pocos los países donde no tiene éxito». La Asociación Automovilística Estadounidense dijo que la artista es tan popular en México como en cualquier otro lugar. Elihu Katz junto al polítologo Charles S. Liebman explican que no es de extrañar que Madonna haya reemplazado a Maimónides y a Bruria como heroína nacional por una parte no insignificante de la población.
El antropólogo argentino Adolfo Colombres explica que las hamburguesas, calzado deportivos, Coca-Cola, Pepsi o cantantes como Madonna «son elementos de unificación y de hegemonización en un plano de la cultura». Este punto de vista fue ampliado por los profesores John Benyon y David Dunkerley. Ellos explican que «estrellas globales» como la cantante están en todas partes y son utilizados para la construcción de una identidad aunque son articulados de diversas maneras. Por ejemplo, la recepción de la artista abarca diferentes grupos étnicos, adolescentes, heterosexuales y la comunidad LGBT. Ambos autores determinaron que en lugar de ser categorizada como un «personaje», es mejor considerarla como un «texto» cuidadosamente elaborado y polisémico que está compuesto de un conjunto de significados para garantizar su atractivo a una audiencia global multisegmentada. Seguido con el tema, el académico Saied Reza Ameli para la Universidad de Tehran explica que figuras como la artista producen modelos seductores para nuevas identidades en todo el mundo. Además, el escritor colombiano Manolo Bellon indica que «ningún artista ha mercadeado su imagen con la brillante inteligencia de Madonna».
La investigadora puertorriqueña Frances Negrón-Muntaner notó que Madonna ha personificado a escala global, «la libertad, moralidad y el exceso de la América (blanca)». Negrón-Muntaner explica que se convirtió en la única megaestrella blanca que logró infundir de manera exitosa, un romance entre la cultura estadounidense y la latina desde la turbulenta década de 1980. Señaló que igualmente importante, es el asentamiento que creó para todos los latinos de toda orientación sexual en la cultura de los Estados Unidos. También indició que las comunidades afroamericanas y latinas permitieron que Madonna se representara a sí misma con el mismo empoderamiento que los hombres para intermediar en los procesos de mercantilización transcultural. Camille Paglia indicó en un tono similar que estas culturas permitieron a la artista mucho más. En el mismo tema, bell hooks enseña que tras el lanzamiento del primer libro de Madonna, Sex pudimos verla como una representante del imperialismo estadounidense, como un triunfo sobre Gran Bretaña, así como una conquista de las culturas negras «exóticas».
La socióloga e investigadora estadounidense Cindy Patton indica que aunque algunos críticos ven a la obra de Madonna en general como parasitaria, ella permite a través de la cultura de masas hacer críticas de las culturas dominantes, haciéndolas más disponibles como lugares de resistencia, aunque esto puede venir con algún costo. En otro punto, actores hispanos como Antonio Banderas se dieron a conocer de alguna u otra forma por Madonna. Por ejemplo, Banderas hizo su debut en el cine inglés con el documental En la cama con Madonna. El cameo de Benicio del Toro en el vídeo musical de la «La isla bonita» contribuyó a su expansión de su carrera artística.

### En los Estados Unidos

Madonna, a menudo puesta como ejemplo de la «americanización» junto a marcas como Coca-Cola.

Para el pensador francés Guilbert, Madonna es uno de los grandes mitos fundadores de los Estados Unidos; en la anteportada de su libro Madonna as Postmodern Myth la describe como una estrella que reconstruye y reescribe el sexo, el género, la cultura de Hollywood y el sueño americano. También señala que los estadounidenses conocen más (probablemente) sobre la artista que algún pasaje de la Biblia. Más adelante, señala que el país es el número uno en el mundo en términos de producción de imágenes y ella ocupa uno de los primeros lugares en toda la industria. Por este lado, autores en el libro American Icons (2006) consideraron que «como Marilyn Monroe, Elvis Presley o Coca-Cola, la imagen de la cantante es inmediatamente reconocible en todo el mundo y al instante se comunica muchos de los valores de la cultura estadounidense». Rodrigo Fresán apuntó que Madonna es uno de los clásicos símbolos del «Made in U.S.A.».
Sara Marcus para Salon.com comenta que Madonna «rehízo la cultura de los Estados Unidos». La autora de referencia se justifica al decir que la cantante trajo cambios a la cultura de la nación y expresó que la reveladora difusión de la libertad sexual de Middle America ha cambiado este país para bien. «Esto no es noticia vieja... todavía lo estamos viviendo, como podemos verlo en todas partes, desde la ubicuidad de las estrellas del pop a la carrera de Rihanna», expresó Marcus. La profesora Lynn Spigel opina similar a Sara porque afirma que la artista «intervino en la nociones del sexo, el género y el poder de Estados Unidos».
El profesor Jim Cullen explica que aunque la cantante no es la primera ni la última persona que con modestas circunstancias alcanza la fama y el éxito, es de las pocas personas en el sueño americano que ha logrado ejercer un mayor control en su destino. Cullen alaba el hecho de que lo haya logrado y sea una mujer, es aún más notable.
Otro aspecto importante es que Madonna ha sido un ícono para la comunidad de hispanos y afroamericanos de su país, especialmente entre las mujeres. Guilbert explica que en las celebridades afroamericanas por ejemplo, la influencia de la cantante se hace evidente a través de sus decisiones y estrategias. bell hooks de manera similar apunta que al igual que la artista, «[ellos] tienen una buena dosis de ambición rubia».
En líneas generales su influencia en la sociedad y cultura de los Estados Unidos es grande, lo que la llega a ser considerada como la «alta sacerdotisa de la cultura popular» de la nación en palabras de la profesora Catherine Schuler. El columnista Richard Bernstein explica que es difícil imaginar a los Estados Unidos sin personajes como Madonna. Además, es conocida por ser la figura femenina más influyente en la historia musical del país, así como la más exitosa.
Telespectadores de Discovery Channel votaron por la artista como uno de los 50 más grandes estadounidenses en una encuesta de 2006. Jeansonne pone como ejemplo a Madonna junto al presidente Ronald Reagan como dos de las figuras que definieron la década de los años 1980. La escolar Beretta Smith-Shomade dijo que solo la cantante rivalizaba con el espacio de Oprah Winfrey ocupado a finales del siglo xx en la psique de la cultura nacional. Muchos autores eximios han notado que solamente Madonna rivaliza con el legado que dejó Elvis Presley en la cultura estadounidense. Además, el profesor Gilbert Rodman considera de ella, como la versión femenina de Presley en la cultura nacional. El editor Erin Skarda de la revista Time sintió que «Madonna redefinió lo que significaba ser famoso en Estados Unidos». El historiador Glen Jeansonne escribió en el libro A Time of Paradox: America Since 1890 (2006), que Madonna liberó a los estadounidenses de sus inhibiciones a la hora de divertirse.

## Galería de imágenes

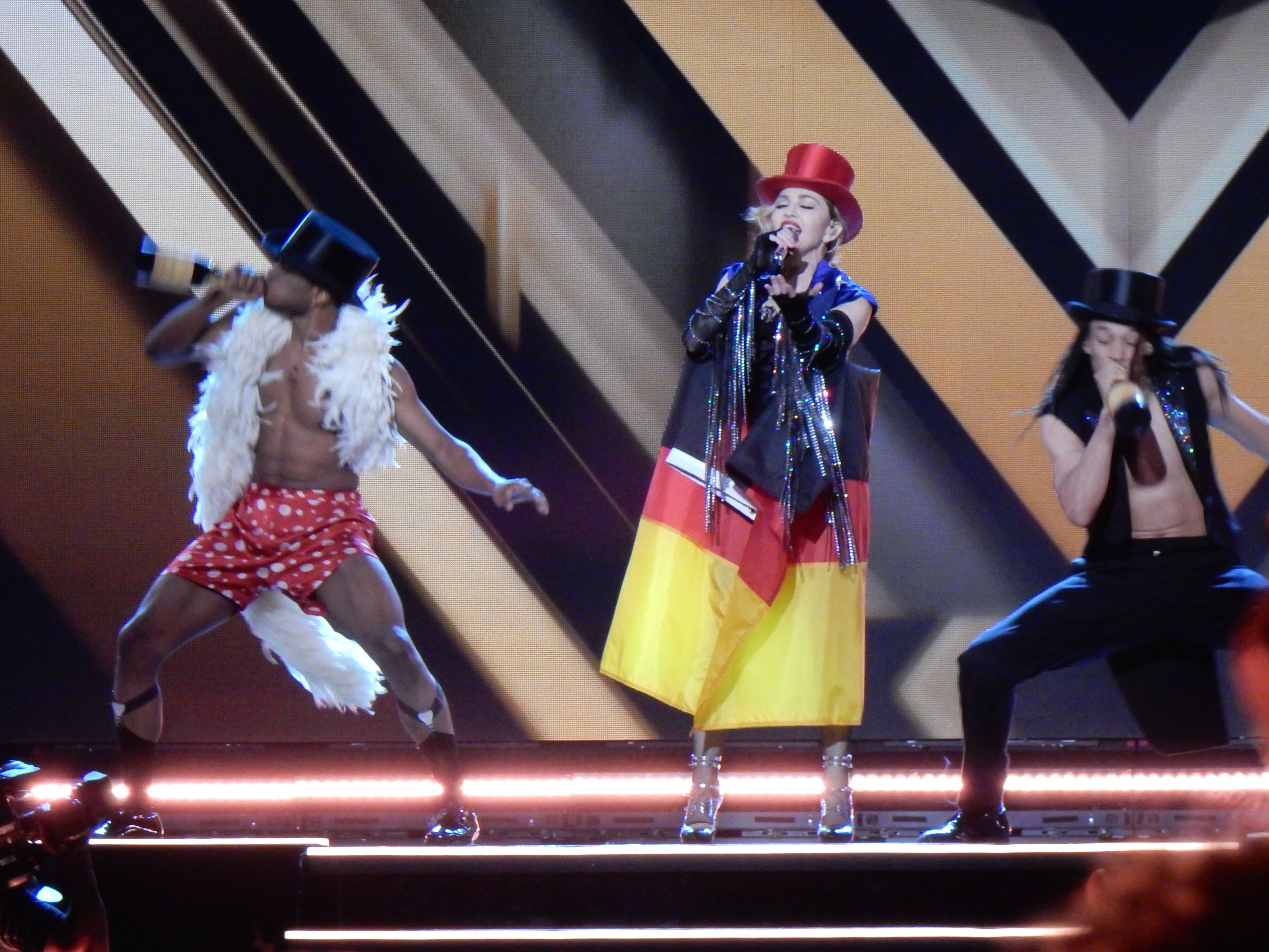
Madonna con la bandera de Alemania
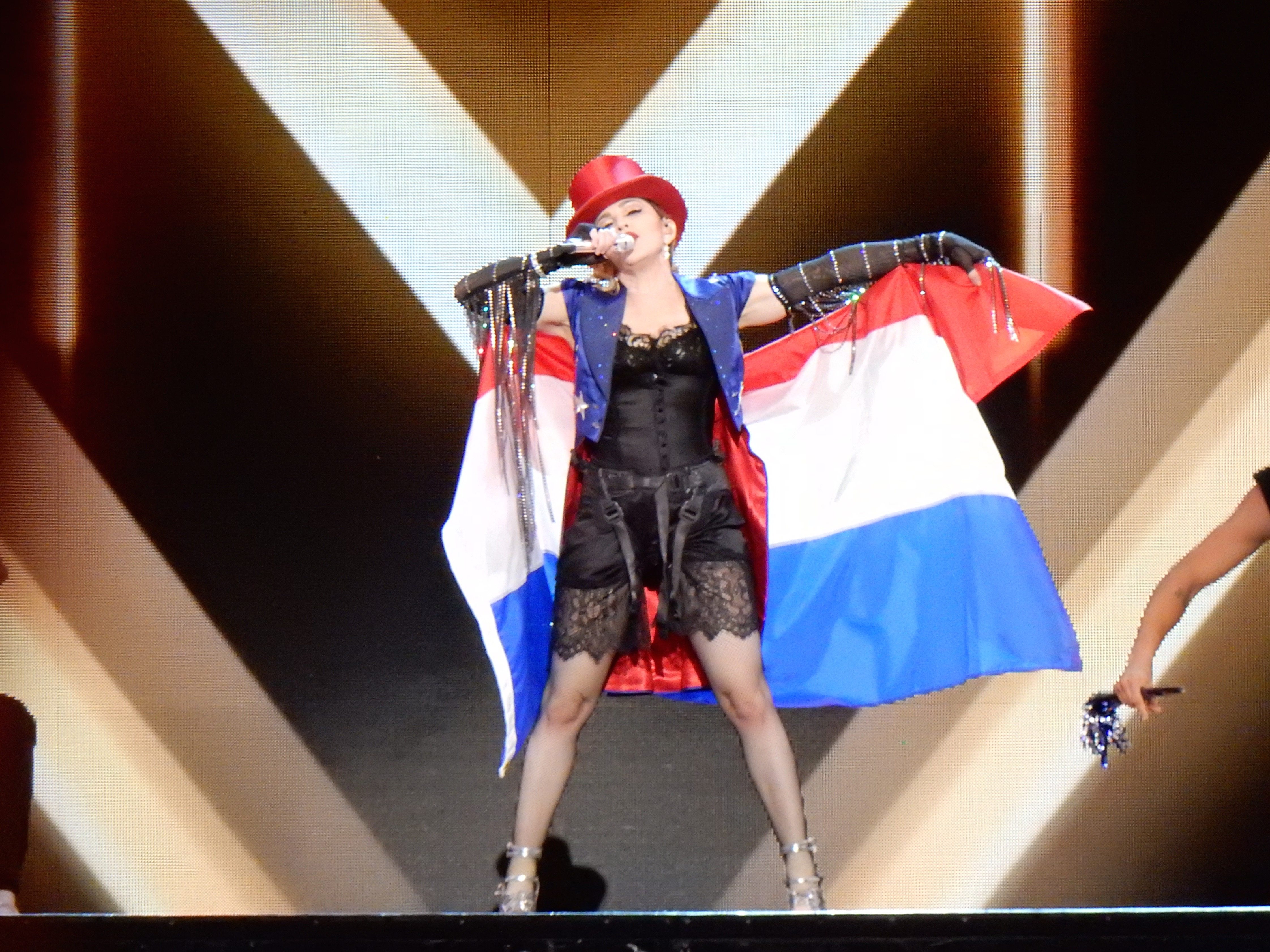
Madonna con la bandera de Holanda
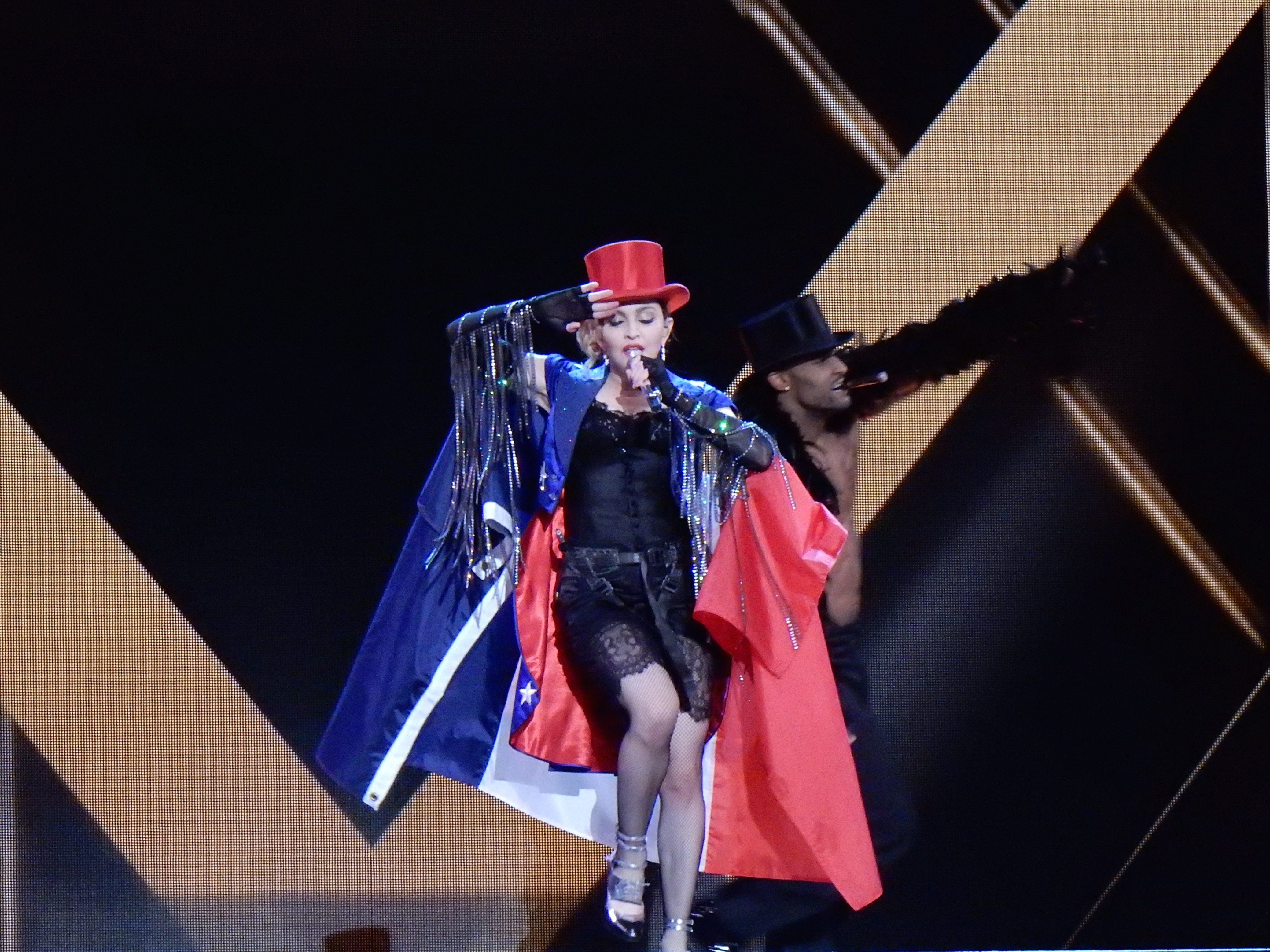
Madonna con la bandera de Francia
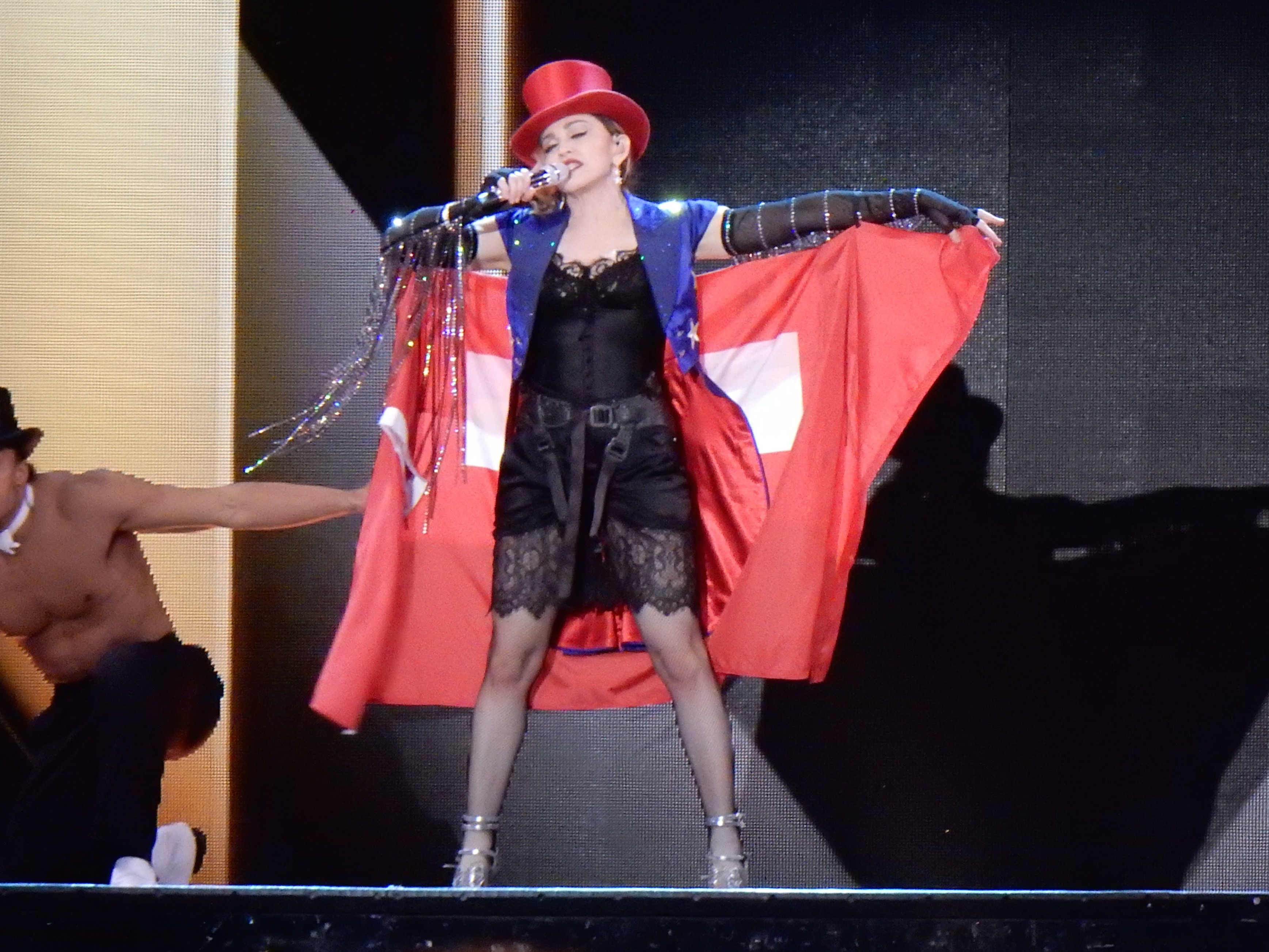
Madonna con la bandera de Suiza
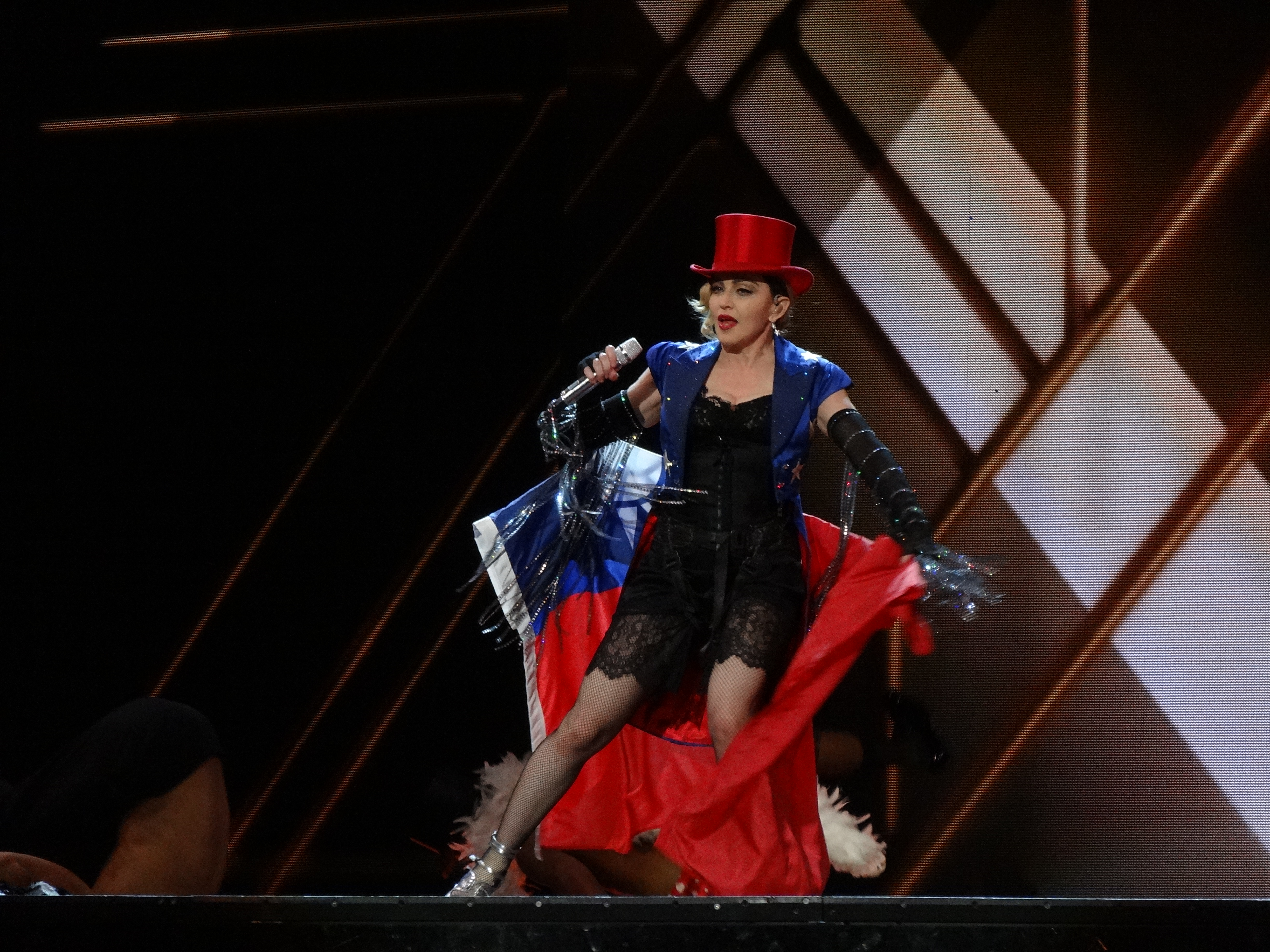
Madonna con la bandera de Taiwán

### En español
- Brunner, José Joaquín (1998). Globalización cultural y posmodernidad. Fondo de Cultura Económica. ISBN 978-9-5670-8393-0.
- Bellon, Manolo (2012). El ABC del rock. Colombia: Penguin Random House Grupo Editorial. ISBN 978-9-587-58128-7.
- Colombres, Adolfo (1993). América Latina, el desafío del tercer milenio. Ediciones Del Sol. ISBN 978-9-509-41352-8.
- D'Amore, Ignacio; López, Mariano (2012). Enciclopedia Gay. Penguin Random House Grupo Editorial. ISBN 978-9-500-73796-8.
- Frattini, Eric (2012). CIA. Joyas de familia: Los documentos más comprometedores de la Agencia, por fin al descubierto. Grupo Planeta Spain. ISBN 978-8-427-03030-5.
- Fresán, Rodrigo (2010). Domadores de historias. Conversaciones con grandes cronistas de América Latina. RIL Editores. ISBN 978-956-284-782-7.
- Goldemberg, Isaac (1998). El gran libro de América judía. La Editorial, UPR. ISBN 978-0-847-70327-2.
- Pitarch, Pau (2008). Pasen y vean: estudio culturales. Universidad Abierta de Cataluña (Editorial UOC). ISBN 978-8-49-788726-7.
- Vásquez, Nestor Ignacio (2007). Y Pensabamos Que Eramos Los Mas Arrechos!: Como Hacernos Ricos O Ahogarnos En El Petróleo. AuthorHouse. ISBN 978-1-43-433830-3.